# Родгейс
Родгейс (нід. Roodhuis, фриз. Reahûs) — село в нідерландській провінції Фрисландія. Входить до муніципалітету Південно-Західна Фрисландія.
Його площа становить 4,44км², а населення станом на 2021 рік складало 185 осіб.
Перша згадка про населений пункт датується 1861 роком.